# Вакуфи
Вакуфи (грч. Βακούφι) је насељено место у општини Кукуш у периферији Средишња Македонија, Грчка. Према попису из 2021. године било је 12 становника.
Насеље је великопоседничко имање породице Флорос. На попису из 1940. године Вакуфи је имао 42 становника.